# Chelidonura flavolobata
Chelidonura flavolobata is een slakkensoort uit de familie van de Aglajidae. De wetenschappelijke naam van de soort is voor het eerst geldig gepubliceerd in 1983 door Heller & Thompson.